# Parodilol
Parodilol je antagonist beta adrenergičkog receptora.